# Leeds (Maine)
Leeds – miasto w Stanach Zjednoczonych, w stanie Maine, w hrabstwie Androscoggin.